# Volkswagen D24
Volkswagen D24 — дизельный двигатель внутреннего сгорания компаний Volvo и Volkswagen, находившийся в производстве с 1978 по 1995 год.

## Технические характеристики
Объём двигателя Volkswagen D24 составляет 2383 см3. Диаметр цилиндра составляет 76,48 мм, а ход поршня — 86,4 мм. Блок цилиндров изготовлен из чугуна и имеет 7 клапанов на цилиндр. Коленчатый вал изготовлен из штампованной стали. Головка блока цилиндров содержит 2 клапана на цилиндр, каждый с двумя концентрическими клапанными пружинами, и толкатели, регулируемые прокладкой. Клапаны приводятся в движение ремнём газораспределительного механизма, а степень сжатия составляет 23,5:1.
К головке блока цилиндров прикреплён впускной коллектор из алюминиевого сплава и два выпускных коллектора. ТНВД Bosch VE обеспечивает посредственный впрыск топлива в камеру сгорания.
В термостат поступает охлаждающая жидкость из блока цилиндров и из байпаса, идущего от головки блока цилиндров. Эта система при запуске и глушении двигателя защищает его от тепловых ударов и большой амплитуды температур охлаждающей жидкости. Температура жидкости в блоке цилиндров 87°C.
| ID(s)                               | Мощность (DIN) при об/мин   | Крутящий момент при об/мин | Красная зона (об/мин) | Годы производства |
| ----------------------------------- | --------------------------- | -------------------------- | --------------------- | ----------------- |
| 1S, ACT                             | 51 кВт (69 л. с.) при 3400  | 145 Н⋅м при 1600—1800      |                       | 1988—1995         |
| CP, DW                              | 55 кВт (75 л. с.) при 4000  | 155 Н⋅м при 2800           |                       | 1978—1992         |
| Volkswagen D24                      | 60 кВт (82 л. с.) при 4800  | 140 Н⋅м при 2800           |                       | 1978—1990         |
| Volkswagen D24                      | 58 кВт (79 л. с.) при 4700  | 140 Н⋅м при 2400           |                       | 1991—1993         |
| Volkswagen D24 T (без интеркулера)  | 80 кВт (109 л. с.) при 4800 | 205 Н⋅м при 2500           |                       | 1983—1991         |
| Volkswagen D24 TIC (с интеркулером) | 90 кВт (122 л. с.) при 4800 | 235 Н⋅м при 2400           | 5200 об/мин           | 1986—1998         |

Сухая масса двигателя 182 кг.

## Устанавливался на
- Volkswagen LT
- Volvo 240
- Volvo 740
- Volvo 940
- Steyr-Daimler-Puch Pinzgauer High Mobility[3]